# Andreas von Brienne

Das Wappen Andreas von Brienne. Die farbliche Gestaltung ist unbekannt.

Andreas von Brienne (* um 1135; † 4. Oktober 1189 vor Akkon) war Herr von Ramerupt aus dem Haus Brienne. Er war ein jüngerer Sohn des Grafen Walter II. von Brienne und dessen zweiter Ehefrau Humbeline.

## Dritter Kreuzzug
Andreas war ein Teilnehmer des dritten Kreuzzuges. Er erreichte mit einem Vorauskommando französischer Ritter unter Jakob von Avesnes, Graf Robert II. von Dreux, Bischof Philipp von Beauvais und seinem Bruder, Graf Érard II. von Brienne, im September 1189 das Heilige Land, direkt zur Belagerung von Akkon. Kurz nach ihnen stieß noch ein deutsches Kontingent unter der Führung des Landgrafen Ludwig III. von Thüringen dazu.
Am 4. Oktober 1189 führten die Kreuzritter einen Ausfall aus ihren Stellungen gegen das Feldlager von Saladins Heer. Dabei konnten sie die rechte Flanke und das Zentrum der Sarazenen in die Flucht schlagen. Andreas drang dabei sogar bis zu Saladins Zelt vor. Allerdings lösten sich darauf die Reihen der Kreuzritter auf, die begannen, das Lager zu plündern. Diese Gelegenheit nutzte Saladin, um sein neu formiertes Heer gegen die Franken zu führen und diese nun ihrerseits in die Flucht zu schlagen. Den meisten Rittern gelang die Flucht hinter die sicheren Wälle ihres Lagers, das von Jakob von Avesnes und Gottfried von Lusignan verteidigt wurde. Zusammen mit dem Templergroßmeister, Gérard de Ridefort, und König Guido von Lusignan versuchte Andreas die fliehenden Ritter für eine erneute Attacke zu ordnen, wurde aber wie auch der Großmeister im Kampf getötet.
Nach dem französischen Historiker Joseph François Michaud wurde Andreas vom Pferd seines fliehenden Bruders zu Tode getrampelt. Graf Érard II. von Brienne starb um das Jahr 1191, vermutlich ebenfalls noch bei der Belagerung Akkons.
Andreas hatte um das Jahr 1167 Alix (Adelais) de Venizy, geheiratet. Sie hatten fünf Kinder:
- Walter von Brienne († um 1186);
- Érard von Brienne (* um 1170; † 1246), Herr von Ramerupt und Venizy;
- Elisabeth von Brienne, ⚭ Milon von Pougy;
- Agnes von Brienne, ⚭ um 1211 Milon IV. von Noyers;
- Ada von Brienne.